# Бумажник (футбольный клуб)
«Бумажник» (укр. Папірник) — украинский футбольный клуб, представлявший город Малин Житомирской области. Домашние матчи проводил на местном стадионе «Авангард»

## История
Первая футбольная команда на Малинской бумажной фабрике была организована в 1923 году. Руководство предприятия выделило средства на закупку футбольного инвентаря, а рабочие своими силами соорудили стадион, на котором проводились соревнования. 12 августа 1923 года малинские футболисты участвовали в церемонии открытия Красного стадиона им. Льва Троцкого в Киеве (ныне — НСК «Олимпийский»). До Второй мировой войны команда Малина участвовала в местных турнирах, в которых играла против команд Коростеня, Радомышля, Коростышева и т. д.
В 1950 году малинская команда стала победителем республиканского первенства ДСО «Красная Звезда» среди коллективов лесной, бумажной и деревообрабатывающей промышленности, в финале обыграв сборную Чернигова. В следующем году команда города стала серебряным призёром аналогичного турнира. Именно в 1950-е годы в Малине создаётся команда, которая под названием «Красная Звезда» начала выступать в областных соревнованиях, в 1952 году впервые выиграв бронзовые медали чемпионата и став финалистом кубка области. Уже на следующий год «бумажники» остановились в шаге от победы в областном первенстве, заняв второе место в турнирной таблице по итогам соревнований. В 1957 году команда впервые вышла на всеукраинский уровень, приняв участие в чемпионате республики среди коллективов физкультуры. Одним из тренеров команды являлся Пётр Герасимович Попов, в середине 50-х приглашённый в Малин и создавший в городе мощную школу подготовки юных футболистов, насчитывавшую 25 детских команд различных возрастов.
В 1960-х команда, получившая название «Авангард» продолжила выступать в областных соревнованиях и чемпионате УССР среди КФК. В 1968 году малинские футболисты впервые стали обладателями Кубка Житомирщины. В следующем году команда стала победителем кубка «Укрлесбумажпрома». В 1971 году «Авангард» повторил этот успех, в финале обыграв команду Жидачовского целлюлозно-картонного комбината.
В середине 1970-х клуб получает название «Бумажник». Команда продолжает выступать на областном уровне, в 1974 году завоевав бронзовые награды первенства. В 1981 году малинцы занимают второе место, а в следующем становятся финалистами кубка области. В 1982 году команда выходит в финал кубка ЦС ДСО «Авангард» на приз «Спортивной газеты», а в 1983 и 1984 становится победителем кубка областного совета ДСО «Авангард». Именно в 1980-е в «Бумажнике» начинает свою тренерскую карьеру Александр Ищенко, с именем которого и связаны крупнейшие успехи малинского клуба в этот период. Ряд игроков, как, например, Василий Бондарчук и Олег Самсоненко были приглашены в команды мастеров. В 1989 году малинская команда под руководством тренера Геннадия Литвака впервые становится чемпионом области. В следующем году «Бумажник» становится серебряным призёром, а в 1991 — снова выигрывает областное первенство
11 декабря 1992 года в городе регистрируется футбольный клуб «Бумажник». Первым президентом стал Евгений Вербицкий, позднее клуб возглавил Василий Довгий. С обретением Украиной независимости, команда продолжила выступать в соревнованиях областного уровня. В 1995 году «Бумажник» сделал «золотой дубль», выиграв чемпионат и кубок Житомирской области. В следующем году команда дебютировала в чемпионате Украины среди КФК. Малинский клуб занял первое место в группе, обойдя смелянский «Локомотив» и киевский «ЦСКА-2», и получил право выступать на профессиональном уровне во Второй лиге чемпионата Украины. Перед стартом выступлений команда была усилена игроками из других областей, а главным тренером был назначен Юрий Стрихарчук, проработавший на должности в течение практически всего периода участия «Бумажника» в профессиональных турнирах. Первую игру на профессиональном уровне клуб провёл 10 августа 1996 года, в Чернигове сыграв с местной «Десной» вничью со счётом 0:0. Во Второй лиге команда стала уверенным «середняком». Наиболее успешным для малинцев стал сезон 1998/99, в котором клуб занял 6-е место в своей группе, а в Кубке Украины дошёл до 1/32 финала, по ходу турнира обыграв главную команду области — житомирское «Полесье». Тем не менее, достичь большего «Бумажнику» мешали постоянные финансовые проблемы. Летом 2000 года, перед стартом нового сезона команда снялась с чемпионата. Всего за 4 сезона, «Бумажник» отыграл во Второй лиге 122 матча, 39 из которых выиграл, 49 проиграл и 34 свёл вничью с общей разницей мячей 109—132. Лучшим бомбардиром команды является Александр Бондарчук, забивший 18 голов.

## Статистика
| Сезон   | Дивизион            | Место в чемпионате | И  | В  | Н  | П  | ГЗ | ГП | О  | Кубок Украины                |
| ------- | ------------------- | ------------------ | -- | -- | -- | -- | -- | -- | -- | ---------------------------- |
| 1995/96 | —                   | —                  | —  | —  | —  | —  | —  | —  | —  | 1/32 финала                  |
| 1996/97 | Вторая лига Украины | 13 из 16           | 30 | 8  | 7  | 15 | 16 | 32 | 31 | 1/64 финала                  |
| 1997/98 | Вторая лига Украины | 12 из 18           | 34 | 10 | 11 | 13 | 29 | 34 | 41 | Предварительный этап         |
| 1998/99 | Вторая лига Украины | 6 из 15            | 28 | 13 | 7  | 8  | 35 | 26 | 46 | 1/32 финала                  |
| 1999/00 | Вторая лига Украины | 11 из 16           | 30 | 8  | 9  | 13 | 29 | 40 | 33 | Кубок Второй лиги 1/8 финала |

## Достижения
- Чемпионат Житомирской области
  - Победитель (3): 1989, 1991, 1995
  - Серебряный призёр (8): 1953, 1955, 1956, 1958, 1961, 1981, 1987, 1990
  - Бронзовый призёр (5): 1952, 1954, 1968, 1974, 1986
- Кубок Житомирской области
  - Обладатель (2): 1968, 1995
  - Финалист (6): 1952, 1953, 1955, 1959, 1982, 1996